# Серийные убийства в Питтсбурге
Серийные убийства в Питтсбурге — серия убийств девушек и одного мужчины, совершенных в период с 9 ноября 1998 года по 8 января 1999 года на территории города Питтсбург, (округ Контра-Коста, штат Калифорния). Некоторые из жертв были замечены в занятии проституцией и страдали наркотической зависимостью. На момент серии убийств в городе проживало более 20 000 человек и существовала высокая криминогенная ситуация, благодаря чему серия убийств вызвала общественный резонанс на территории штата и активно обсуждалась в СМИ. В ходе дальнейшего расследования в число подозреваемых в убийстве девушек попали сразу несколько человек, однако личность серийного убийцы впоследствии так и не была установлена, несмотря на то, что расследование убийств велось под контролем ФБР, а губернатор Калифорнии Грей Дэвис  предлагал крупное материальное вознаграждение за информацию, которая приведет к аресту и осуждению виновных.

## Серия убийств
В список жертвы были внесены 5 человек:
- 27-летний Майкл Тан, полностью одетое тело которого  было обнаружено 9 ноября 1998 года на окраине Питтсбурга в одной из канав. В ходе расследования его смерти было установлено, что мужчина был избит и утоплен в водах канавы примерно за шесть часов до обнаружения. Тан являлся жителем города Конкорд и, по словам родственников и знакомых, не имел друзей в Питтсбурге. В ходе обыска его апартаментов полицией было установлено, что квартира Тана была ограблена, на основании чего следствие предположило, что Майкл Тан в ходе ограбления находился дома и был убит преступником в целях избавления от свидетелей преступления. Он был единственным мужчиной из числа жертв серийного убийцы[5].

- 15-летняя Лиза Норрелл. Девушка пропала без вести 6 ноября 1998 года, после того как покинула одну из молодежных вечеринок, будучи в одиночестве. Ее труп был обнаружен возле ландшафтного предприятия на шоссе между городами Питтсбург и Антиох через неделю после того, как она исчезла. Причиной ее смерти было объявлено удушение[6].

- 27-летняя Джессика Фредерик. Девушка являлась проституткой и была найдена зарезанной в одном из промышленных районов Питтсбурга 5 декабря 1998 года. Ее тело было сброшено рядом с дорогой, по которой в основном ездили грузовики ремонтных мастерских и предприятий по утилизации мусора[7].

- 32-летняя Рэйчел Круз. Последний раз женщина была замечена в Питтсбурге вечером 13 декабря 1998 года, после чего пропала без вести. Ее тело было обнаружено в одной из канав на территории города 15 декабря. Причиной ее смерти было объявлено удушение. Круз страдала наркотической зависимостью и много свободного времени проводила в обществе сутенеров и проституток[8].

- 27-летняя Валери Доун Шульц. Ее тело было обнаружено 8 января 1999 года в канаве на одном из пустырей Питтсбурга. В ходе расследования было установлено, что девушка также была замечена в занятии проституцией. С 1991 года по 1994 год Шульц проживала недалеко от Питтсбурга в городе Бэй Поинт и подвергалась аресту по обвинению в занятии проституцией. В 1994 году  Шульц покинула Калифорнию и переехала на территорию штата  Миннесота. Она вернулась обратно в Питтсбург в начале января 1999 года, всего за неделю до своей смерти. Во время расследования убийства полицией был найден свидетель, который заявил о том, что видел, как Валери Шульц перед своим исчезновением села в четырехдверный автомобиль с выцветшей краской коричневого цвета, отличительной особенностью которого был неисправный глушитель. По словам свидетеля, за рулем автомобиля находился темнокожий  мужчина латиноамериканского или самоанского происхождения, находящийся в возрасте от 30 до 40 лет, имевший вес более 100 кг и густые волнистые волосы темного цвета[9][10].

## Расследование
В ходе расследования убийства Лизы Норрелл был найден свидетель, который заявил полиции, что видел девушку  вскоре после того, как она покинула вечеринку, на шоссе, где ей навстречу шел мужчина. В начале января 1999 года по подозрению в совершении убийства Лизы были арестованы два безработных жителя города Антиок 39-летний Гарри Ли Уолтон и 24-летний Дэвид Майкл Хенеби. Оба мужчины неоднократно сталкивались с уголовной ответственностью и в прошлом отбывали уголовное наказание по обвинению в совершении нападений и хранении наркотических средств. В ноябре 1998 года Хенеби был арестован за совершение нападения на свою жену  Карлу Рене Хенеби, в ходе которого он ее избил и угрожал убийством с помощью пистолета. После ареста Дэвид Хенеби дал признательные показания в совершении похищения и убийства  Норелл, которые он совершил совместно с Гэри Уолтоном. Согласно свидетельствам Хенеби, после похищения девушки он и Уолтон удерживали ее в качестве сексуальной рабыни и в течение нескольких дней подвергали  сексуальному насилию и издевательствам. Но в январе 1999 года, вскоре после ареста Уолтона, его и Дэвида Хенеби из-за недостатка доказательств вынуждены были отпустить, так как показания подозреваемых отражали большое несоответствие в деталях.
Хенеби впоследствии был осужден по обвинению в нападению на свою жену и получил в качестве уголовного наказания 6 лет лишения свободы, а губернатор штата Калифорния Грей Дэвис предложил вознаграждение в размере 50 000 долларов за информацию, которая приведет к аресту и осуждению виновных в убийстве Лизы Норрелл.
В марте 1999 года был арестован 51-летний Мохаммед Исмил Ниаз по подозрению в убийстве Джессики Фредерик, которая на момент смерти была его сожительницей. В декабре 1998 года Ниаз добровольно предоставил полиции образцы своей крови и волос. В ходе осмотра его квартиры следователи обнаружили множество замытых пятен крови. На основании результатов ДНК-экспертизы было установлено, что кровь принадлежала Джессике Фредерик. Однако в ходе дальнейшего расследования на основании результатов различных судебно-криминалистических экспертиз Ниаз был исключен из числа подозреваемых в совершении убийства Джессики Фредерик и совершении других убийств.
В 2009 году в число подозреваемых попал житель Питтсбурга 58-летний Филипп Крейг Гарридо, который был арестован в августе того же года вместе со своей 55-летней женой по обвинению в похищении 11-летней Джейси Ли Дугард в 1991 году, которую он насильственно удерживал в одной из построек, находящихся на заднем дворе его дома, и подвергал сексуальному насилию в течение 18 лет. В этот период Дугард родила Гарридо двух дочерей. После ареста насильника полицией было установлено, что Филипп Гарридо с ранних лет демонстрировал патологически повышенное половое влечение к девушкам. В 1972 году Гарридо был арестован за употребление наркотиков и изнасилование 14-летней девочки, хотя впоследствии обвинения были с него сняты из-за отказа жертвы изнасилования сотрудничать со следствием. В 1976 году он похитил 25-летнюю девушку и изнасиловал ее. Он был осужден и получил в качестве наказания 50 лет лишения свободы, но получил условно-досрочное освобождение и вышел на свободу в 1987 году. В ходе расследования было установлено, что в 1998-1999 годах Гарридо работал неподалеку от мест, где были убиты девушки. Однако в ходе четырехдневного обыска территории его дома полицией впоследствии не было обнаружено никаких доказательств его причастности к совершению серии убийств.
После своего разоблачения в 2020 году в число подозреваемых попал серийный убийца Джозеф Деанджело. На момент совершения серии убийств в Питтсбурге Джозеф ДеАнджело работал механиком в распределительном центре для сети продуктовых магазинов «Save Mart» в городе Розвилл и периодически по роду своей деятельности приезжал в Питтсбург, где также находился магазин сети «Save Mart». В ходе расследования было установлено, что Деанджело в этот период посещал стрип-клубы и проводил много времени в обществе проституток и сутенеров, но очевидных доказательств его причастности к совершению убийств в городе найдено не было.